# Atlas-Ragwurz
Die Atlas-Ragwurz (Ophrys atlantica) ist eine Art der Gattung Ragwurzen (Ophrys) in der Familie der Orchideengewächse (Orchidaceae).

## Beschreibung
Diese mehrjährige krautige Pflanze hat zwei kugelige bis eiförmige Knollen als Überdauerungsorgane und erreicht eine Wuchshöhe zwischen 15 und 30 cm. Am Grund des Stängels befinden sich ein oder zwei lanzettliche Schuppenblätter. Drei bis fünf Laubblätter sind in einer Grundrosette zusammengefasst, und in der unteren Stängelhälfte sieht man ein scheidiges Blatt.
Der Blütenstand umfasst eine bis vier Blüten, bei denen die Tragblätter länger sind als die Fruchtknoten. Die eiförmigen Kelchblätter erscheinen gelb-grün, das mittlere ist nach vorn gebogen, während die seitlichen rechtwinklig zur Seite weisen. Die kahlen, zungenförmigen Kronblätter sind grünlich bis bräunlich gefärbt, sie sind rückwärts gebogen und am Rand wellen sie sich. Die schwarzpurpurne Lippe ist samtig kurzhaarig. In der Mitte ist sie sattelförmig hochgebogen, und vorn erscheint sie stark dreilappig und konvex gewölbt. Der Mittellappen ist breit dreieckig und vorn ausgerandet. Das flächige Mal ist grau- bis blauviolett gefärbt.
Die Blütezeit erstreckt sich von März bis Juni.

## Verbreitung und Standort
Das Verbreitungsgebiet erstreckt sich über Marokko und Algerien bis Tunesien und den Süden Spaniens, wo es sich auf die Provinz Málaga beschränkt.
Man findet diese Art auf verbuschtem Magerrasen, Garriguen, lichten Laub- und Nadelwäldern mit mäßig trockenen, basenreichen, aber nicht immer kalkhaltigen Böden. Im Gebirge findet man die Atlas-Ragwurz von 300 Metern bis zu einer Höhe von 1500 m.

## Systematik und Taxonomie
Die Atlas-Ragwurz wurde 1856 von Giles Munby (1813–1876) in Bulletin de la Société Botanique de France Band 3 Seite 108 als Ophrys atlantica erstbeschrieben. Synonyme für Ophrys atlantica Munby sind Ophrys fusca var. durieui Rchb.f. und Ophrys fusca subsp. atlantica (Munby) E.G.Camus.